# Републикански път III-216
Републикански път IIІ-216 е третокласен път, част от републиканската пътна мрежа на България, изцяло на територията на област Силистра. Дължината му е 30,2 км.
Пътят се отклонява надясно при 89,1-ви км на Републикански път II-21 и се насочва на юг като постепенно се изкачва на Лудогорското плато. Минава през селата Ситово, Добротица, Любен, Златоклас, Чернолик и Поройно и в центъра на град Дулово се съединява с Републикански път II-23 при неговия 114,6 км.
| Пътища, отклоняващи се надясно (населено място, № на пътя, посока на пътя) | Км   | Пътища, отклоняващи се наляво (посока на пътя, № на пътя, населено място) |
| -------------------------------------------------------------------------- | ---- | ------------------------------------------------------------------------- |
| Община Ситово, II-21, 89,1 км →                                            | 0,0  | → 89,1 км, II-21, Община Ситово                                           |
| с. Ситово                                                                  | 1,6  | → с. Ситово, общински път (за с. Слатина)                                 |
| (за с. Босна) общински път ←                                               | 8,5  |                                                                           |
| (за с. Ирник) общински път, с. Добротица ←                                 | 10,5 | с. Добротица                                                              |
| (за с. Правда) общински път, с. Любен ←                                    | 14,1 | → с. Любен, общински път (за с. Ястребна)                                 |
| Община Дулово                                                              | 15,4 | Община Дулово                                                             |
| с. Златоклас                                                               | 16,7 | с. Златоклас                                                              |
| (за с. Правда) общински път, с. Чернолик ←                                 | 21,8 | с. Чернолик                                                               |
| с. Поройно                                                                 | 27   | с. Поройно                                                                |
| гр. Дулово                                                                 | 29,3 | ← гр. Дулово, 30,5 км, III-218 (от 108,9 км на II-21)                     |
| (от 12,5 км на I-2) II-23, 114,6 км, гр. Дулово →                          | 30,2 | → гр. Дулово, 114,6 км, II-23 (до 41,9 км на I-7)                         |